# Cintre (vélo)
Pour les articles homonymes, voir cintre.
En cyclisme, le cintre est la partie du guidon sur laquelle on pose les mains.

## Cintre de vélos de route
Les cintres des vélos de route ont une forme particulière permettant au cycliste d'adopter une posture aérodynamique, et le changement de position des mains sur le guidon, afin de soulager ses poignets et le bas de son dos lors de longs trajets à vélo.

## Autres cintres
- Cintre ergonomique
- Cintre à l'italienne
- Cintre compact
- Cintre de VTT
- Cintre d'enduro
- Cintre de Gravel
- Cintre de BMX
- Cintre de vélos de ville
- Cintre de vélos de trekking